# دولار مالايا وبورنيو الصادر عن الحكومة اليابانية

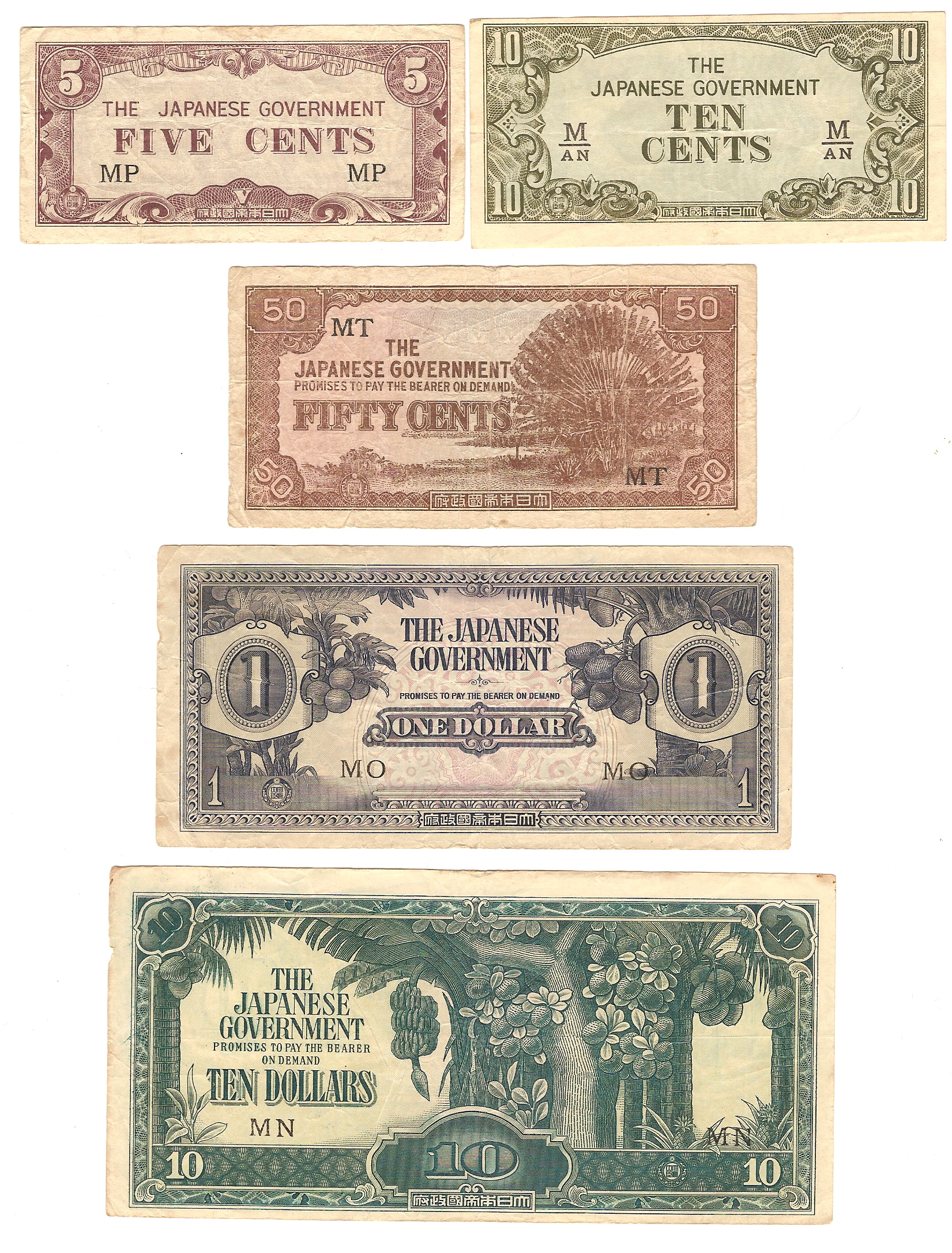
أوراق نقدية من الموز بحوزة معتقلين مدنيين في معسكر باتو لينتانغ ، سراوق ، بورنيو. مصطلح "أوراق نقدية من الموز" مستوحى من زخارف أشجار الموز على ورقة العشرة دولارات النقدية، والتي تظهر هنا في الأسفل.

الدولار الذي أصدرته الحكومة اليابانية عملةً أُصدرت للاستخدام داخل الأراضي التي احتلتها الإمبراطورية اليابانية في سنغافورة، ماليزيا، شمال بورنيو، ساراواك، وبروناي بين عامي 1942 و1945. أُشير إلى العملة بشكل غير رسمي (باحتقار وسخرية) باسم "عملة الموز" (بالملايوية: duit pisang)، وسميت بهذا الاسم بسبب زخارف أشجار الموز على الأوراق النقدية من فئة 10 دولارات. استُخدم الدولار الياباني على نطاق واسع داخل الأراضي المحتلة حيث أصبحت العملة السابقة نادرة. يُشار إلى العملة باسم "دولارات" و"سنتات" مثل سابقاتها، دولار المضيق، الدولار الملايوي، دولار ساراواك، ودولار شمال بورنيو البريطاني.
كان الدولار الياباني أحد أشكال عملات الغزو اليابانية العديدة التي صدرت في جميع أنحاء الإمبراطورية اليابانية المتوسعة حديثًا. كما صدرت عملات مماثلة في بورما (مثل الروبية اليابانية)، جزر الهند الشرقية الهولندية (مثل الغولدن/الروبيا اليابانية)، الفلبين (مثل البيزو الياباني)، ومختلف أقاليم الميلانيزيا وبولينيزيا (مثل الجنيه الياباني).

## تاريخ
بعد سقوط سنغافورة في أيدي الإمبراطورية اليابانية في 15 فبراير 1942، قَدم اليابانيون عملات جديدة لتحل محل تلك المستخدمة سابقًا في الأراضي المحتلة في مالايا، شمال بورنيو، ساراواك وبروناي. صدرت العملة الجديدة في مالايا وسنغافورة بنفس قيمة الدولار المالايوي، ودخلت التداول لأول مرة في عام 1942. كما هو الحال مع العملات الأخرى التي أصدرتها اليابان في الأراضي المحتلة، اضطر السكان المحليون إلى اعتماد العملة الجديدة، على الرغم من السماح بتداول العملات المعدنية الموجودة حتى تَطلب نقص العملات المعدنية من الإدارة اليابانية إصدار أوراق نقدية بدلاً من ذلك. وعلى الرغم من أن عملات معدنية جديدة تحمل اسم "ماليزيا" ومؤرخة وفقًا للتقويم الياباني، كانت مخططة للمنطقة من قِبل دار سك العملة في أوساكا، إلا أنها لم تتجاوز مرحلة الفكرة ولم يوجد سوى عدد قليل من الأنماط النادرة.
لِتزويد السلطات بالمال كلما احتاجت إليه، طبع اليابانيون المزيد من الأوراق النقدية. أدى ذلك إلى تضخم مفرط وانخفاض حاد في قيمة ورقة الموز. علاوة على ذلك، تفشى التزييف بسبب عدم وجود رقم تسلسلي على العديد من الأوراق النقدية. أجبر التضخم المتزايد، إلى جانب زعزعة الحلفاء للاقتصاد الياباني، الإدارة اليابانية على إصدار أوراق نقدية بفئات أكبر، وزيادة كمية النقود المتداولة. شهدت قيمة العملة انخفاضات حادة وارتفاعًا في أسعار السلع بعد هزيمة اليابان في معارك بالخارج.

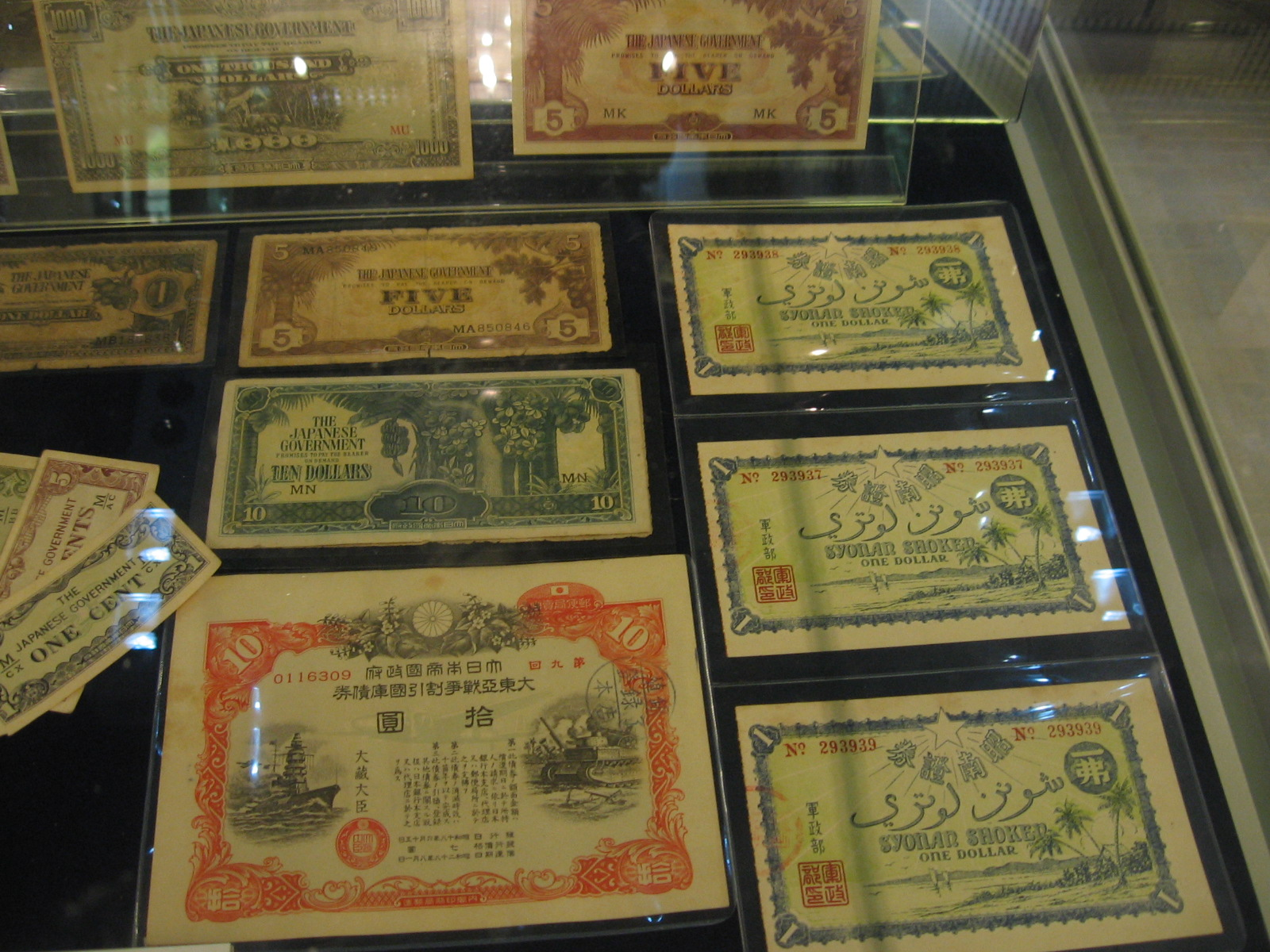
فئات مختلفة من عملة الموز (أعلى ويسار) معروضة في قسم الذكريات بمصنع فورد القديم في سنغافورة. بعد أن فقدت عملة الموز قيمتها فورًا بعد الحرب العالمية الثانية، أصبحت أوراق الموز النقدية الآن إما معروضة في المتاحف أو مقتنيات لهواة الجمع.

بعد استسلام اليابان، أصبحت العملة عديمة القيمة تمامًا، وحتى يومنا هذا، ترفض الحكومة اليابانية استبدال هذه العملات. تمكن بعض السكان المحليين من الهروب من الفقر لأنهم أخفوا دولارات المضيق والدولارات الملايوية، وهي العملات المستخدمة قبل الغزو الياباني. تمكن أولئك الذين لديهم مخابئ مخفية من الدولارات القديمة من استخدامها في اللحظة التي استأنف فيها البريطانيون السيطرة على سنغافورة والمستعمرات المحيطة بها، عندما أصبحت صالحة مرة أخرى. خُتمت عدد من الأوراق النقدية المتبقية من فترة الاحتلال كتذكارات حرب، في حين سُجل أيضًا استخدامها كورق طباعة للتقويمات البدائية لعام 1946. عندما أصبحت هذه الأوراق النقدية قديمة، ثُقبت للإشارة إلى أنها "ألغيت" وجُردت من قيمتها القابلة للاسترداد.
تظل القيمة الحالية للعملة كعنصر لهواة الجمع مختلطة اعتمادًا على حالتها، وجود أرقام تسلسلية، استخدام الورق المنسوج واستخدامها كعينات. لا تزال الأوراق النقدية الشائعة التي تفتقر إلى الأرقام التسلسلية تساوي أقل من قيمتها المطبوعة، بينما تبلغ قيمة الإصدارات النادرة أكثر بقليل أو عدة أضعاف قيمتها المطبوعة. الأوراق النقدية المختومة كتذكارات حرب نادرة حاليًا، بينما تُباع الأوراق النقدية التي تحمل تقويم عام 1946 مطبوعًا عليها حوالي 3000 رينغيت ماليزي (اعتبارًا من سبتمبر 2006).
ألقت القوات الجوية البريطانية عشر منشورات بحجم الدولار تُعيد طباعة وجه الورقة النقدية من فئة العشرة دولارات أثناء الاحتلال الياباني كتحذير للسكان من احتمالية عدم قيمة العملة في حالة الهزيمة اليابانية. أدى الخوف بين السكان من امتلاك المنشور إلى ندرتها وقيمتها العالية الحالية (بمبلغ يقدر بنحو 3000 رينغيت ماليزي اعتبارًا من سبتمبر 2006).

## الأوراق النقدية
صدرت العملة - الدولار والسنت - على شكل أوراق نقدية فقط، تُعتبر المعادن أساسية للمجهود الحربي. احتفظت الأوراق النقدية ببعض السمات التي كانت شائعة بين العملات السابقة، مثل استخدام اسمي الدولار والسنت، وإن كان ذلك دون استخدام رموز عملتهما الخاصة ($ و¢). مع ذلك، اختصرت اللغات المستخدمة على الأوراق النقدية إلى الإنجليزية واليابانية في الحافة السفلية للأوراق النقدية. تحمل كل ورقة نقدية تصميمات مختلفة للوجه والظهر ولكنها تحتفظ بتخطيطات متشابهة. كانت الأوراق النقدية مخصصة للتداول في الملايو، سنغافورة، بروناي، ساراواك وشمال بورنيو، تميزت بأحرف كبيرة مختومة تبدأ بحرف "M" لكلمة "Malaya".

### 1، 5 و 10 دولارات (1942)
صدرت السلسلة الأولى من الأوراق النقدية عام 1942، كانت من فئات أصغر، وهي 1، 5 و10 دولارات. تطابقت تصاميم الأوراق النقدية اليابانية الصادرة عام 1942 في جزر الهند الشرقية، حيث تحمل كل ورقة نقدية تصميمين مختلفين للوجه والظهر، لكنها احتفظت بتصميمات متشابهة، حيث يُظهر الوجه محاصيل المزارع. طُبعت أوراق نقدية إضافية من فئة 10 دولارات عام 1944.

### سنتات (1942)
في سبتمبر 1942، صدرت أوراق نقدية غير متسلسلة بفئات 1، 5، 10 و50 سنتًا استجابةً لنقص العملات القديمة. تتبع أوراق السنت مجموعة من التصاميم الموحدة المستخدمة في أوراق الوحدات الفرعية في المناطق المحتلة الأخرى، حيث تفتقر إلى محاصيل المزارع على الوجه، باستثناء ورقة 50 سنتًا (وهي مطابقة في التصميم لورقة نصف الغولدن في جزر الهند الشرقية). أوراق السنت أصغر بشكل ملحوظ من أوراق الدولار.

### 100 و1000 دولار (1944-1945)
أجبرت الظروف الاقتصادية المتدهورة في السنوات التالية الحكومة اليابانية على البدء في طباعة أوراق نقدية من فئات أكبر، من فئة 100 دولار في عام 1944 و1000 دولار في عام 1945. أُعيد تصميم ورقة الـ 100 دولار في سلسلة عام 1945 لاستيعاب ورقة الـ 1000 دولار الجديدة، مع إعادة تدوير معظم عناصر التصميم من ورقة الـ 100 دولار الصادرة عام 1944. تعتمد الرسوم التوضيحية على الأوراق النقدية على صور أكثر محلية، تُركز على صور الحياة الريفية. كانت أوراق الـ 100 و1000 دولار آخر الأوراق النقدية الجديدة التي طُرحت قبل استسلام اليابان الإمبراطورية في أغسطس 1945.

## إصدار كامل لعملة الغزو الياباني
| صورة | قيمة       | تاريخ الإصدار | كتل الطباعة          | الصور |
| ---- | ---------- | ------------- | -------------------- | --- |
|      | 1 سنت      | 1942          | [ nb 1 ]             | |
|      | 5 سنتات    | 1942          | [ nb 1 ] [ 3 ]       | |
|      | 10 سنتات   | 1942          | [ nb 1 ] [ 3 ]       | |
|      | 50 سنتًا    | 1942          | MA–MT                | O : كف المسافر |
|      | 1 دولار    | 1942          | MA–MO MR–MS          | O : شجرة الخبز (يسار)، شجرة جوز الهند (يمين) |
|      | 5 دولارات  | 1942          | MA (with series no)  | O : نخيل جوز الهند (يسار)، شجرة البابايا (يمين) |
|      | 10 دولارات | 1944          | MB–MP                | O : شجرة الموز وشجرة الجوافة ونخيل جوز الهند، محاطة بنباتات الأناناس وأشجار جوز الهند على اليسار واليمين ر : شاطئ يواجه البحر مع سفينة حديثة في الأفق |
|      | 100 دولار  | 1944          | MT                   | O : أشجار النخيل والبيت الماليزي بجانب الماء ر : رجل وجاموس مائي في مجرى مائي                                                                         |
|      | 100 دولار  | 1945          | MA                   | O : عمال في مزرعة المطاط ر : منازل ماليزية مبنية على ركائز متينة على شاطئ البحر                                                                       |
|      | 1000 دولار | 1945          | مو MA (اللون الأسود) | O : عربة تجرها الثيران ر : رجل وجاموس مائي في مجرى مائي                                                                                               |

## عملات غزو أخرى أصدرتها الحكومة اليابانية
- البيزو الفلبيني الصادر عن الحكومة اليابانية
- الروبية الصادرة عن الحكومة اليابانية في بورما
- العملة الصادرة عن الحكومة اليابانية في جزر الهند الشرقية الهولندية
- الجنيه الأوقيانوسي الصادر عن الحكومة اليابانية

## ملحوظات
1. 1 2 3  Records of specific lower denomination blocks were not reported, but they existed in two formats: fractional (a single block letter over two slightly smaller block letters) and double block letters (as reported for the higher denomination notes).[3]

## المنشورات
- Cuhaj، George S.، المحرر (2010). Standard Catalog of World Paper Money General Issues (1368-1960) (ط. 13). Krause. ISBN:978-1-4402-1293-2.

## روابط خارجية
- التاريخ العالمي للعملات (GHOC)